# Inkolat
Das Inkolat (von lateinisch incolatus: „das Wohnen an einem Orte, besonders als Insasse (Fremder)“) bezeichnete ursprünglich die Vergabe des Rechts an Untertanen eines fremden Gebietes, wie incolae, also einheimische Untertanen, Landbesitz zu erwerben und zu vererben. Dabei konnte es sich um Land nicht privilegierter („einfacher“) Bürger handeln oder solches von Adeligen, etwa landtäfliche Güter. Das Indigenat bezeichnete im Gegensatz dazu die angeborene Staatsbürgerschaft mit ihren Rechten.

## Verfahren, Rechtsfolgen
Den Inkolat-Brief, die zugehörige Urkunde, vergab der Landesherr vor allem zur Sicherung der Machtstrukturen und Förderung der Wirtschaft, aber auch wegen persönlicher Verdienste des Begünstigten oder nach entsprechender Zahlung durch diesen. Zeitweise hatten auch einige durch den Landesherrn privilegierte Gemeinden das Recht, für ihren Bereich Landesfremde zu Bürgern zu erklären, so im Königreich Böhmen die Stadt Prag und einige andere „königliche Städte“.
Das Recht zum Landerwerb wurde für Mitglieder des Adels bewusst anders als für „Bürgerliche“ gehandhabt. Denn ein Inkolat-Brief bedeutete nach Adelsrecht für landesfremde Adelige zugleich die Aufnahme in den einheimischen Adel („Naturalisierung“ als Untertan und „Inkorporierung“ in den Adel mit allen ständischen Rechten). Das betraf beispielsweise in den (alt)österreichischen und böhmischen Ländern und im Königreich Preußen die Aufnahme in den Herren- oder Ritterstand. So erläuterte Friedrich der Große in einer Ordre von 1755, das Inkolat berechtige Bürgerliche keineswegs zum Erwerb von weiteren Adelsgütern (Grundherrschaften), verstoße eine solche Auffassung doch gegen die königliche Intention über die „Konservation“ der adligen Familien. In Schlesien dürften daher Bürgerliche, ob mit oder ohne Inkolat, keine Adelsgüter mehr kaufen, es sei denn, der Monarch habe hierfür zuvor ausdrücklich seine Genehmigung erteilt. Abhängig von Traditionen und Machtverhältnissen war zur gleichen Zeit die Aufnahme in die adlige Landesgemeinde woanders bedeutend leichter und erforderte kein Inkolat durch den Landesherrn, etwa in der Lausitz. 
Die Vergabe von Inkolat-Rechten fand auch zur Steuerung und Förderung der Wirtschaft und des Handels statt. So gab Kurfürst Max III. Joseph von Bayern landesfremden Kaufleuten mit der Vergabe von Inkolat-Briefen das Recht, ihren Eigenbedarf an Lebensmitteln, Vieh oder Holz akzisfrei zu beziehen und auf den Märkten wie die Einheimischen Handel zu treiben.
Außerdem wurden durch Inkolat-Vergaben auch damals regelungsbedürftige gesellschaftliche Situationen entschieden, die etwa dann entstanden, wenn ein Landesfremder eine Einheimische (ein „landesfähiges Weib“) heiratete, insbesondere, wenn es sich um eine Frau aus dem Adel mit landtagsfähigem Grundbesitz handelte. Mit dem Inkolat war oft auch das Recht zur Teilnahme an den Landtagen und zur Bewerbung um Ämter verknüpft, die den Mitgliedern der Landstände vorbehalten waren. Auch die Wahl oder Ernennung zum Kanonikus eines kirchlichen Stifts oder weltlichen „Kollegialstifts“ bedurfte in einigen Regionen zeitweise des Inkolats. Kritiker merkten an, dass dabei nicht die Tüchtigsten, sondern die machtpolitisch Begünstigten zum Zuge kamen.

## Entwicklung des Inkolat-Rechts
Im Königreich Böhmen entschieden die Stände (genauer die Vertretung des böhmischen Adels im Böhmischen Landtag) bis zum Dreißigjährigen Krieg allein über die Verleihung des Inkolats. Nach dem Scheitern des Ständeaufstands von 1618/19 behielt sich der König in der „Verneuerten Landesordnung“ von 1627 dieses Recht allein vor. Bezüglich des Grundbesitzes wurde es dort durch das bürgerliche Gesetzbuch von 1786 und das Patent von 1789 abgeschafft. Nunmehr konnten sowohl landtägliche als auch bürgerliche Güter durch Landesfremde und auch durch einheimische Bürgerliche „possediert“ werden. Auch im übrigen Europa wurden die anderen Rechte, die bisher durch Inkolate geregelt waren, nach und nach im Zuge der Reformen von 1848 und der Abkehr vom Ständestaat abgeschafft. 
Das Indigenat betraf zunächst ähnliche Rechte wie das Inkolat, löste es in Deutschland im 19. Jahrhundert zunehmend ab und gehört inzwischen mit abgewandeltem Inhalt zu den Rechten von Bürgern der Europäischen Union.